# Supełek
Supełek – magazyn rozrywki dla dzieci, wydawany w Łodzi od 1990 roku, zawierający zestawy krzyżówek i łamigłówek dla czytelników w wieku od 9 do 13 lat. 
Magazyn „Supełek” powstał w Łodzi w grudniu 1990 roku. Jego pomysłodawcą i założycielem był red. Marek Frydrysiak. Pierwszy numer zawierał tylko 8 stron krzyżówek i zagadek, był mało kolorowy i nie był zszyty ani nawet rozcięty. Czynność tę musiał wykonać każdy czytelnik we własnym zakresie. Początkowo nakład „Supełka” wynosił 60 000 egz. i stopniowo wzrastał, aby w 1994 roku osiągnąć aż 300 000 egz. Jednocześnie otwierane były kolejne tytuły, takie jak „Supełek z Pętelką”, „Mały Supełek”, „Krzyżówki z Supełkiem”, „Zgaduj Zgadula” i inne. W pewnym okresie redakcja wydawała jednocześnie 9 supełkowych magazynów. Na przestrzeni lat „Supełek” i pozostałe tytuły rozwijały się i zmieniały. Ostatecznie wszystkie stały się w pełni kolorowe, znacznie obszerniejsze, wydawane w coraz bardziej atrakcyjnej formie graficznej i drukowane na lepszym papierze. Dziś na rynku pozostało sześć czasopism: miesięcznik „Supełek”, oraz dwumiesięczniki „Supełkowe Łamigłówki”, „Supełek z Pętelką", „Supełek dla najmłodszych", „Supełek krzyżówki" i „Supełek Panoramy”.
Wszystkie magazyny wydawane są w formacie B5. Zakupić je można w kioskach, salonikach prasowych i innych punktach sprzedaży prasy.